# Maransis gramineus
Maransis gramineus är en insektsart som först beskrevs av Bates 1865.  Maransis gramineus ingår i släktet Maransis och familjen Diapheromeridae. Inga underarter finns listade i Catalogue of Life.